# 深見泰三
深見 泰三（ふかみ たいぞう、1901年1月22日 - 没年不詳）は、日本の俳優である。本名は植岡 隆逸（うえおか たかいつ）。

## 来歴・人物
1901年（明治34年）1月22日、宮崎県に生まれる。実家は旅館業を経営していた。京都府立美術工芸学校（現在の京都市立銅駝美術工芸高等学校）中退。
1926年（大正15年）5月、坪内士行（1887年 - 1986年）等の宝塚国民座の創立に参加し俳優となる。1929年（昭和4年）、松竹大阪の専属俳優となり、同年8月には大阪浪花座で旗揚げした関西歌舞伎の阪東壽三郎（1986年 - 1954年）を中心とする第一劇場に参加した。同劇場には小堀誠、吉田豊作、進藤英太郎、八雲恵美子などがいた。1933年（昭和8年）に更生新声劇に加わる。
1936年（昭和11年）、深見は急遽、溝口健二監督映画『祇園の姉妹』への出演が決定する。撮影前、カメラに慣れる為に石本統吉監督映画『与太者サーカス』で月田一郎と共演し、映画デビューを果たす。そして、同年10月に公開された『祇園の姉妹』では山田五十鈴に扮する妹芸者に騙され、主家の金に手をつけてクビになる商人を演じた。これには同じ舞台で共演した進藤英太郎も出演している。その甲斐があって第一映画社解散後、深見は東宝の前身であるJ.O.スタヂオに入社。1937年（昭和12年）、東宝に合併した後も専属俳優として数多くの作品に出演した。
戦後も引き続き東宝で活躍していたが、1951年（昭和26年）、第一協団に加わり東京映画に移籍。1955年（昭和30年）には日活と本数契約して多数の作品に出演する。また、テレビドラマにも出演していたが、1967年（昭和42年）春、発話障害に近い難聴となり、芸能界を引退。引退後は日本画に余生を傾けていた。1979年（昭和54年）に発行された『日本映画俳優全集 男優篇』では、存命人物として東京都世田谷区成城の連絡先が示されているが、以後の消息は明らかになっていない。没年不詳。

## 出演作品

### 映画
- 与太者サーカス（1936年、第一映画）
- 祇園の姉妹（1936年、第一映画） - 呉服屋の番頭木村保
- 花火の街（1937年、J.O.スタヂオ） - 刑事吉公
- 夜の鳩（1937年、J.O.スタヂオ） - 藤井
- 歌う弥次喜多 京大阪の巻（1937年、J.O.スタヂオ）
- 南国太平記（1937年、J.O.スタヂオ） - 碇山将曹
- 権三と助十（1937年、J.O.スタヂオ） - 大岡越前守
- 東海美女伝（1937年、J.O.スタヂオ） - 本多佐渡
- 血路（1937年、東宝映画） - 会津藩士阿部
- 伊太八縞（1938年、東宝映画） - 目明し駕辰
- 長曽禰虎徹（1938年、東宝映画） - 大名長門守
- 水戸黄門漫遊記 日本晴れの巻（1938年、東宝映画） - 佐々木助三郎
- 相馬の金さん（1938年、東宝映画） - 相馬のご隠居
- 月下の若武者（1938年、東宝映画） - 波田塵九郎
- むかしの歌（1939年、東宝映画） - 酒井
- 東京の女性（1939年、東宝映画） - セールスマン高山
- 沼津兵学校（1939年、東宝映画） - 富岡讓六
- 忠臣蔵 前後篇（1939年、東宝映画） - 阿部監後守
- 多甚古村（1940年、東宝映画） - 消防の鈴木さん
- 化粧雪（1940年、東宝映画） - 丸竹の番頭
- エノケンのワンワン大将（1940年、東宝映画） - 大阪の人
- 女の街（1940年、東宝映画） - 小泉
- 電撃息子（1940年、東宝映画） - 三太夫
- 二人の世界（1940年、東宝映画） - 関根経理課長
- 燃ゆる大空（1940年、東宝映画） - 教官
- 旅役者（1940年、東宝映画） - 北進館主人
- 熱砂の誓ひ（1940年、東宝映画） - 建設総署技正
- 秀子の応援団長（1940年、南旺映画）
- 長谷川・ロッパの 家光と彦左（1941年、東宝映画） - 土井大炊頭利勝
- 白鷺（1941年、東宝映画） - 画家
- 指導物語（1941年、東宝映画） - 太った機関士
- 八十八年目の太陽（1941年、東宝映画） - 庶務課長
- 川中島合戦（1941年、東宝映画） - 物見の兵 今里五郎
- 男の花道（1941年、東宝映画） - 天庵
- 若い先生（1942年、東宝映画） - 校医
- 梅里先生行状記 龍神剣（1942年、東宝映画） - 剣持与平
- 水滸伝（1942年、東宝映画） - 焦挺
- 母の地図（1942年、東宝映画） - 村長
- 母は死なず（1942年、東宝映画） - ヒカリ液本舗主人
- ハワイ・マレー沖海戦（1942年、東宝映画） - 杉本整備長[4]
- 三十三間堂通し矢物語（1945年、東宝） - 辻講釈師
- 檜舞台（1946年、東宝）
- 民衆の敵（1946年、東宝） - 秘書中田
- 麗人（1946年、東宝） - 津山
- 人生とんぼ返り（1946年、東宝） - カフェーの客
- 或る夜の殿様（1946年、東宝） - 藤島組当主
- わが青春に悔なし（1946年、東宝） - 文部大臣
- 銀嶺の果て（1947年、東宝） - 署長
- 続青い山脈（1949年、東宝） - 柳屋の主人
- 斬られの仙太（1949年、東宝） - 吉村軍之進
- 暁の脱走（1950年、新東宝） - 立花
- 暴力の街（1950年） - 細島
- 殺人者の顔（1950年、森田プロ） - 野崎
- 傷だらけの男（1950年、東日興業）
- 軍艦すでに煙なし（1950年、新映画社） - オヤジ
- 黄金バット 摩天楼の怪人（1950年、新映画社） - 牧輝行
- 武蔵野夫人（1951年、東宝） - 貝塚
- ホープさん サラリーマン虎の巻（1951年、東宝） - 総務部長
- 唐手三四郎（1951年、児井プロ） - 匹田
- 酔いどれ歌手（1952年、東映） - 留造
- 人生劇場 第一部（1952年、東映） - 龍
- 生きる（1952年、東宝） - 野球場の男
- 魚河岸の石松シリーズ（東映）
  - 魚河岸の石松（1953年） - 花長
  - 続魚河岸の石松（1953年） - 瀬川良作
  - 続々魚河岸の石松（1953年） - 瀬川
  - 石松と女石松（1955年） - 瀬川
- 多羅尾伴内シリーズ（東映）
  - 曲馬団の魔王（1954年） - 村井隆吉
  - 復讐の七仮面（1955年） - 町村敬吉
- 狙われた裸像（1954年、新東京プロ）
- どぶ（1954年、近代映画協会） - 三井
- 太陽のない街（1954年、新星映画）
- 泥だらけの青春（1954年、日活） - 劇場主
- 次郎長遊侠伝 秋葉の火祭り（1955年、日活） - 元三
- 地獄の用心棒（1955年、日活） - 警察署長
- 怪奇黒猫組（永和プロ） - 黒猫九郎兵衛
  - 第一部 雲霧仙人の巻（1955年）
  - 第二部 白光飛剣の巻（1955年）
  - 第三部 黒猫変化の巻（1955年）
- 渡り鳥いつ帰る（1955年、東京映画） - 組合長
- 少年死刑囚（1955年、日活） - 教育課長
- 天下の若君漫遊記 前後篇（1955年、富士映画） - 杉山内膳
- 志津野一平シリーズ（日活）
  - 志津野一平 愛欲と銃弾（1955年） - 浜崎警部
  - 志津野一平 浴槽の死美人（1956年） - 清水剛三
  - 志津野一平 謎の金塊（1956年） - 浅野辰司
- 続警察日記（1955年、日記） - 柿崎次席
- 逢いたかったぜ（1955年、日活） - 坂田
- 神阪四郎の犯罪（1956年、日活） - 裁判長
- 地獄の波止場（1956年、日活） - 常さん
- 雑居家族（1956年、日活） - 花屋
- 流離の岸（1956年、日活） - 鹿島弁護士
- 狂った果実（1956年、日活） - 父親
- 地獄の札束（1956年、日活） - 石川捜査課長
- 地底の歌（1956年、日活） - 吉田大龍
- 川上哲治物語 背番号16（1957年、日活） - 安西医師
- 8時間の恐怖（1957年、日活） - 中山泰造社長
- 池田大助捕物帖 血染の白矢（1957年、日活） - 神変斉天雷
- 誘惑（1957年、日活） - 本山支店長
- 九人の死刑囚（1957年、日活） - 所長
- 十代の罠（1957年、日活） - 校長
- 永遠に答えず 完結篇（1957年、日活） - 太田工場長
- お月さん今晩わ（1958年、日活） - その養父岩見
- 赤い波止場（1958年、日活） - とっつぁん
- 完全な遊戯（1958年、日活）
- 事件記者シリーズ（日活）
  - 事件記者（1959年） - 船木十太郎
  - 事件記者 時限爆弾（1960年） - 小川
- 男が命を賭ける時（1959年、日活） - 常磐
- 俺は欺されない（1960年） - 予算委員会議員
- 流れ者シリーズ（日活）
  - 海から来た流れ者（1960年） - 藤田徳太郎
  - 海を渡る波止場の風（1960年） - 丸山松三
- 続々べらんめえ芸者（1960年、東映） - 商事会社社長
- 喧嘩太郎（1960年、日活） - 松井貿易大臣
- 波の塔（1960年、松竹） - 土井俊介
- もず（1961年、にんじんくらぶ） - 一福の主人
- 早射ち野郎（1961年、日活） - 役員津田
- 喜劇 駅前団地（1961年、東京映画） - 大内教授
- 殺陣師段平（1962年、大映） - 医者
- 女系家族（1963年、大映） - 矢島嘉蔵
- 伊豆の踊子（1963年、日活） - 鶴の屋
- 駿河遊侠伝 破れ鉄火（1964年、大映） - 鯉市
- 男の紋章 花と長脇差（1964年、日活） - 徳田野
- 波影（1965年、東京映画） - かつらぎ楼の主人
- 若親分喧嘩状（1966年、大映） - 朝日造船社長

### テレビドラマ
- 事件記者（NHK）
  - 第20・21話「凶弾」（1958年） - 船木
  - 第55・56話「汚名」（1959年） - 吉川
- スリラー劇場・夜のプリズム 第2回「市長死す」（1959年、NTV）
- 東芝日曜劇場（KR→TBS）
  - 第118回「都会の山彦」（1959年）
  - 第208回「江戸の絵姿」（1960年）
  - 第241回「夏の影」（1961年）
  - 第252回「女房というもの」（1961年）
  - 第270回「冬の日」（1962年）
  - 第292回「媒酌人」（1962年）
- シャープクライマックス 人生はドラマだ 第12回「浪花千栄子」（1959年、NTV）
- 橋幸夫ショー「若いやつ」（1962年、TBS）
- シャープ火曜劇場 第29回「偽れる盛装」（1962年、CX）
- 赤穂浪士（1964年、NHK） - 笹屋清右衛門
- 廃虚の唇（1964年、NET） - 犬塚雷太郎
- 風雪 / 最後の将軍（1964年、NHK） - 八木秀俊
- 青年同心隊 第5話「サノ金、がんばる」（1964年、TBS）- 検校城元
- 判決 第127回「老いた愛」（1965年、NET） - 赤松
- 剣 第8回「夕映え侍」（1967年、NTV） - 秋坂平八郎